# Nova Aliança (ort)
Nova Aliança är en ort i Brasilien.   Den ligger i kommunen Nova Aliança och delstaten São Paulo, i den södra delen av landet, 600 km söder om huvudstaden Brasília. Nova Aliança ligger 452 meter över havet och antalet invånare är 5 891.
Terrängen runt Nova Aliança är platt, och sluttar söderut. Närmaste större samhälle är Potirendaba, 12,7 km öster om Nova Aliança.
Omgivningarna runt Nova Aliança är en mosaik av jordbruksmark och naturlig växtlighet. Runt Nova Aliança är det ganska glesbefolkat, med 43 invånare per kvadratkilometer.